# Leioselasma
Leioselasma — рід отруйних змій родини Морські змії. Має 8 видів. Раніше представники цього роду розглядалися як види роду ластохвостів, а сам рід Leioselasma як підрід. Лише з 1984 року розглядається як окремий рід. Інша назва «стрункі морські змії».

## Опис
Загальна довжина цих змій коливається від 1,2 до 2,75 м. Спостерігається статевий диморфізм — самиці більші за самців. Голова коротка, товста. Досить довгі отруйні ікла розташовані на передній частині верхньощелепної кістки. Позаду них є до 10 простих зубів. Тулуб майже стрункий у передній частині. Задня частина та хвіст значно ширші передньої. При цьому чим ближче до хвоста, тим пласкіше. Забарвлення сірувате, коричневе, жовтувате з різними відтінками.

## Спосіб життя
Полюбляють відкрите море, коралові рифи. Зустрічаються лише у солоній воді, окрім одного виду — Морської змії лусонської. Живляться рибою та молюсками.
Отрута становить значну небезпеку для людини.
Це яйцеживородні змії. Самиці народжують до 20 дитинчат.

## Розповсюдження
Мешкають від північного узбережжя Індії до Філіппін, Японії на півночі та острова Нова Гвінея на півдні.

## Види
- Leioselasma coggeri
- Leioselasma cyanocincta
- Leioselasma czeblukovi
- Leioselasma elegans
- Leioselasma melanocephala
- Leioselasma pacifica
- Leioselasma semperi
- Leioselasma spiralis